# Kevin Rodríguez
Kevin Joel Rodríguez Cintrón (12 agosto 1994) è un pallavolista e giocatore di beach volley portoricano, palleggiatore dei Mets de Guaynabo.

## Biografia
È sposato con la pallavolista Ashley Vázquez e i due sono diventati genitori nel 2020.

## Carriera

### Pallavolo

#### Club
La carriera da professionista di Kevin Rodríguez inizia nella stagione 2012-13, quando fa il suo esordio in Liga de Voleibol Superior Masculino coi Leones de Ponce: nella stagione seguente la sua franchigia cede i diritti di partecipazione ai Patriotas de Lares, dove milita per due annate. Approda quindi ai Changos de Naranjito nel campionato 2015, militandovi per un quadriennio, prima di passare agli Indios de Mayagüez per la Liga de Voleibol Superior Masculino 2019.
Dopo la cancellazione del campionato portoricano nel 2020, gioca per la prima volta all'estero, approdando agli IE Matadors, con cui prende parte allo NVA Showcase 2020. Nella stagione 2021 torna in forza agli Indios de Mayagüez. Viene quindi ingaggiato dai Mets de Guaynabo nell'annata seguente, conquistando lo scudetto e venendo premiato come MVP della finale: al termine degli impegni in patria, nel gennaio 2023, viene ingaggiato dai finlandesi del Savo per la seconda parte della Lentopallon Mestaruusliiga 2022-23 e per l'annata seguente, conquistando una coppa nazionale.
Nella Liga de Voleibol Superior Masculino 2024 fa ritorno ai Mets de Guaynabo, venendo premiato come miglior palleggiatore e inserito nello All-Star Team del torneo.

#### Nazionale
Nel 2023 debutta in nazionale in occasione della Coppa panamericana, mentre un anno conquista la medaglia d'oro alla NORCECA Final Four, dove viene anche premiato come MVP e miglior palleggiatore, e il bronzo alla Coppa panamericana. Bissa poi l'oro alla NORCECA Final Four 2025.

### Beach volley
Gioca anche sulla sabbia, facendo coppia nel circuito mondiale nel 2014 con Cristian Encarnación. Nel 2016 partecipa invece al circuito NORCECA con Arnel Cabrera, mentre nel 2019 è nuovamente impegnato nel nordamericano, nuovamente in tandem con Encarnación e poi con Juan Carlos Ribas, tornando a fare ancora una volta coppia con Encarnación nel 2021.

## Palmarès

### Club
- Campionato portoricano: 1

2022
- Coppa di Finlandia: 1

2023

### Nazionale (competizioni minori)
- NORCECA Final Four 2024
- Coppa panamericana 2024
- NORCECA Final Four 2025

### Premi individuali
- 2022 - Liga de Voleibol Superior Masculino: MVP della finale
- 2024 - NORCECA Final Four: MVP
- 2024 - NORCECA Final Four: Miglior palleggiatore
- 2024 - Liga de Voleibol Superior Masculino: Miglior palleggiatore
- 2024 - Liga de Voleibol Superior Masculino: All-Star Team